# Cần Đước
Cần Đước là xã thuộc tỉnh Tây Ninh, Việt Nam.

## Địa lý
Xã Cần Đước nằm trên tuyến đường quốc lộ 50, cách Thành phố Hồ Chí Minh khoảng 30 km về phía nam và cáchGò Công khoảng 20 km về phía bắc, có vị trí địa lý:
- Phía đông giáp xã Tân Lân
- Phía tây giáp xã Vàm Cỏ và xã Thuận Mỹ
- Phía nam giáp tỉnh Đồng Tháp
- Phía bắc giáp xã Mỹ Lệ

Xã Cần Đước có diện tích 48,56 km², dân số năm 2025 là 50.473 người

## Hành chính
Xã Cần Đước được sáp nhập từ xã : Tân Chánh, Tân Ân, Phước Tuy và thị trấn Cần Đước.

## Lịch sử
Ngày 24 tháng 3 năm 1979, Hội đồng Chính phủ ban hành Quyết định số 128-CP về việc thành lập thị trấn Cần Đước trên cơ sở tách ấp 8, khu 5, khu 6, khu 7 thuộc xã Tân Ân; ấp 8 thuộc xã Phước Đông và ấp 1 thuộc xã Tân Lân.
Ngày 27 tháng 4 năm 2015, Bộ Xây dựng ban hành Quyết định 505/QĐ-BXD về việc công nhận thị trấn Cần Đước mở rộng (gồm thị trấn Cần Đước và một phần các xã Tân Lân, Phước Đông, Tân Ân, Phước Tuy) là đô thị loại IV.
Ngày 18 tháng 7 năm 2019, HĐND tỉnh Long An ban hành Nghị quyết số 43/NQ-HĐND về việc thành lập khu phố 7 trên cơ sở khu phố 7A và khu phố 7B.
Trong đợt cải cách hành chính Việt Nam năm 2025, theo Nghị quyết số 1682/NQ–UBTVQH15 thị trấn Cần Đước và các xã Phước Tuy, Tân Ân, Tân Chánh thuộc huyện Cần Đước, tỉnh Long An sẽ được sáp nhập và thành lập xã Cần Đước, tỉnh Tây Ninh.